# Фоккероде
Фоккероде (нем. Vockerode) — коммуна в Германии, в земле Саксония-Анхальт.
Входит в состав района Анхальт-Цербст. Подчиняется управлению Вёрлитцер Винкель. Население составляет 1682 человека (на 31 декабря 2006 года). Занимает площадь 18,97 км². Официальный код — 15 1 51 062.

## Фотографии

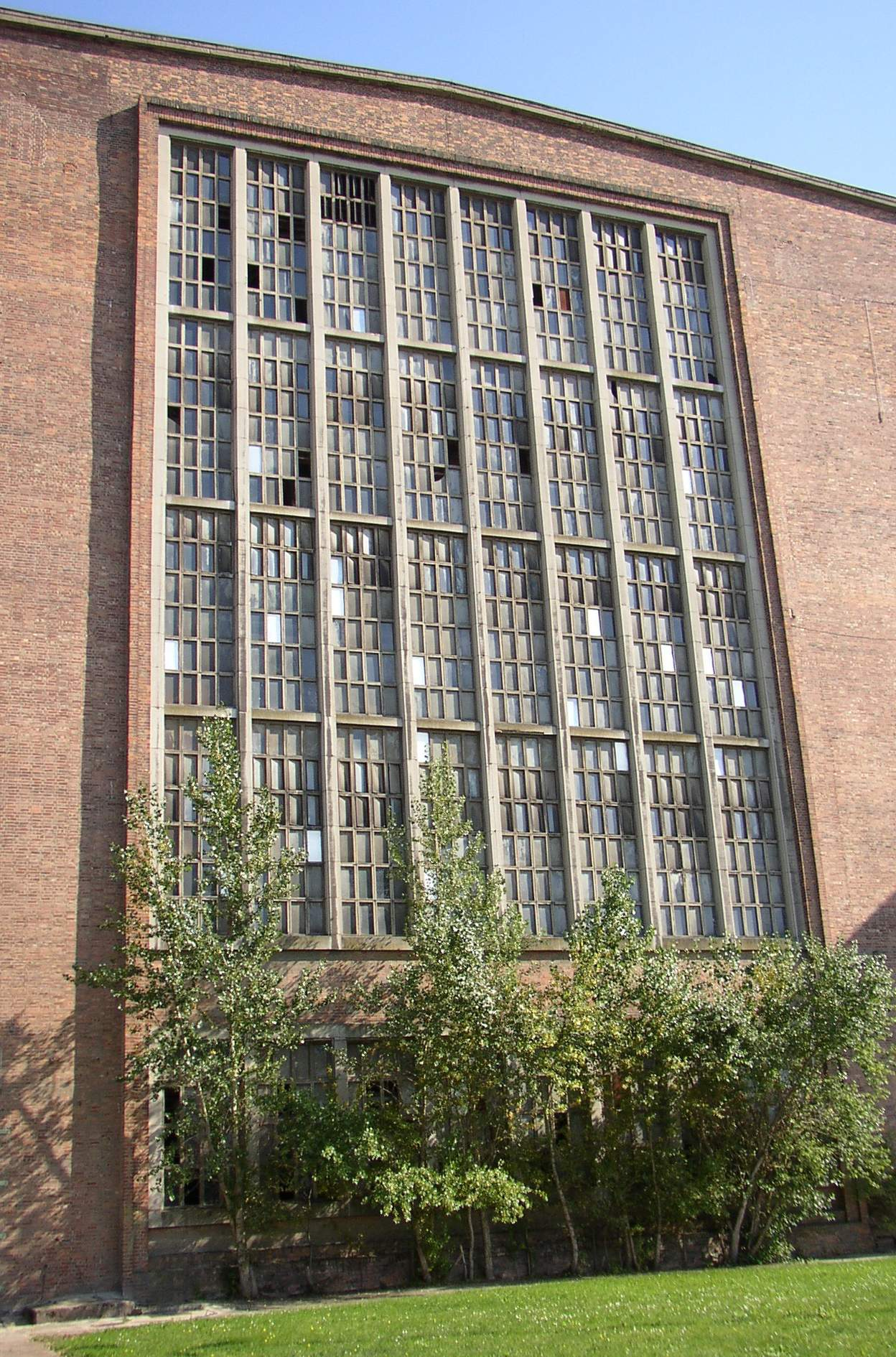
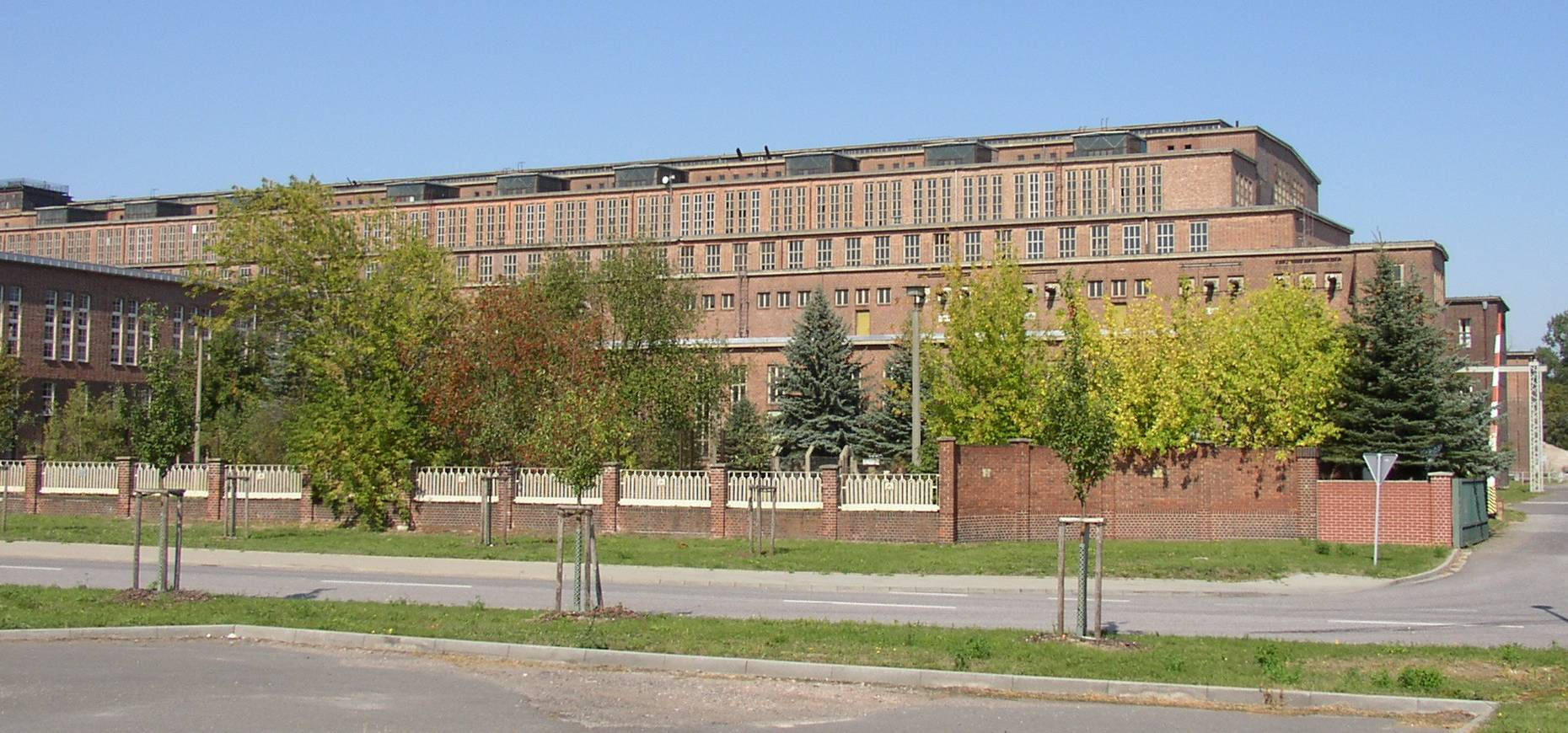
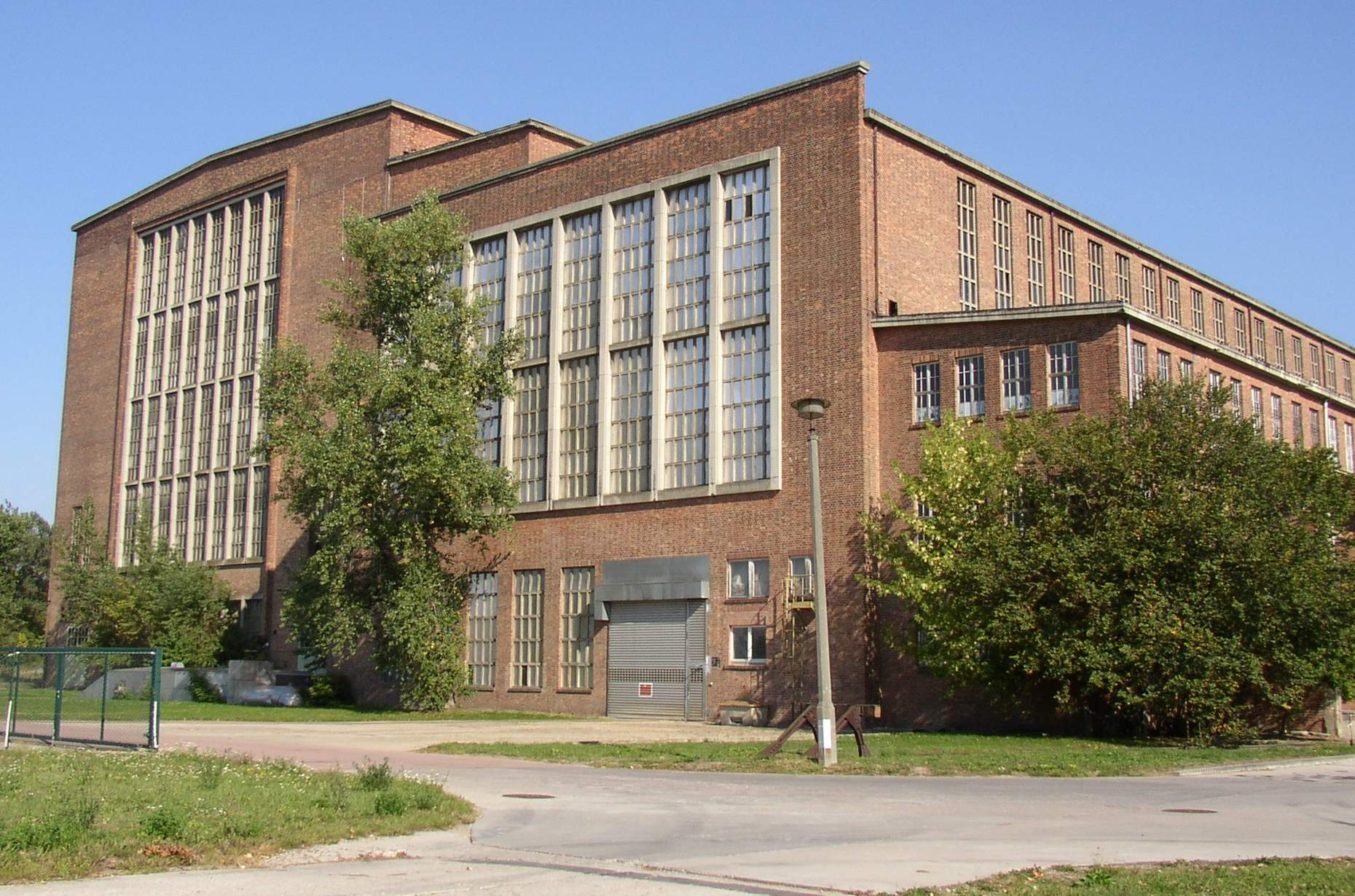